# Parafia Matki Bożej Pocieszenia w Poznaniu
Parafia pw. Matki Bożej Pocieszenia w Poznaniu – rzymskokatolicka parafia w dekanacie Poznań-Winogrady obejmująca terytorialnie dzielnicę Podolany.
Przy parafii swoją działalność prowadzą: Parafialny Zespół Caritas, Żywy Różaniec, Duszpasterstwo młodzieży, Duszpasterstwo Akademickie, Odnowa w Duchu Świętym (grupa Pascha), schola młodzieżowa i dziecięca, chór Gloria Dei, Koło Pomocy dla Polaków na Ukrainie.